# 静岡市立伝馬町小学校
静岡市立伝馬町小学校（しずおかしりつ てんまちょうしょうがっこう）は、静岡県静岡市葵区伝馬町にある公立小学校。

## 沿革
- 1873年（明治6年）
  - 6月 - 田中靖が伝馬町の小倉平七宅（元本陣）に叉新舎を開く[1]。
  - 7月 - 名称を一心舎と改名[1]。
- 1901年（明治34年）12月23日 - 静岡第五尋常小学校に改名、創立記念日と定める[1]。
- 1913年（大正2年）4月 - 静岡伝馬町尋常小学校に改称。
- 1941年（昭和16年）4月 - 静岡市伝馬町国民学校に改称。
- 1946年（昭和21年）6月17日 - 昭和天皇が来校。（参考:昭和天皇の戦後巡幸）[2]。
- 1947年（昭和22年）4月 - 静岡市伝馬町小学校と改称。
- 1953年（昭和28年）7月 - 校歌「てんまのよいこ」制定。
- 1972年（昭和47年）1月25日 - 創立70周年記念式典を挙行。
- 2002年（平成14年）1月19日 - 創立100周年記念式典を挙行。

## 通学区域
葵区

| - 相生町 - 東町 - 音羽町 - 春日一～三丁目 - 栄町 - 鷹匠一～丁目 | - 伝馬町 - 日出町 - 宮前町 - 柚木 - 横田町 |

## アクセス
- 静岡鉄道日吉町駅から、徒歩3分
- JR東海東海道線静岡駅から、徒歩10分
- しずてつジャストライン美和大谷線・県立美術館線 「栄町」停留所から、徒歩3分
- しずてつジャストライン日本平線・県立病院高松線 「栄町（上り）/静岡ガスエネリアショールーム静岡入口（下り）」停留所から、徒歩4分